# Hegesinus griphus
Hegesinus griphus är en tvåvingeart som beskrevs av Henry Jonathan Reinhard 1964. Hegesinus griphus ingår i släktet Hegesinus och familjen parasitflugor. Inga underarter finns listade i Catalogue of Life.